# Boldine/sulfate de sodium/dihydrogénophosphate de sodium

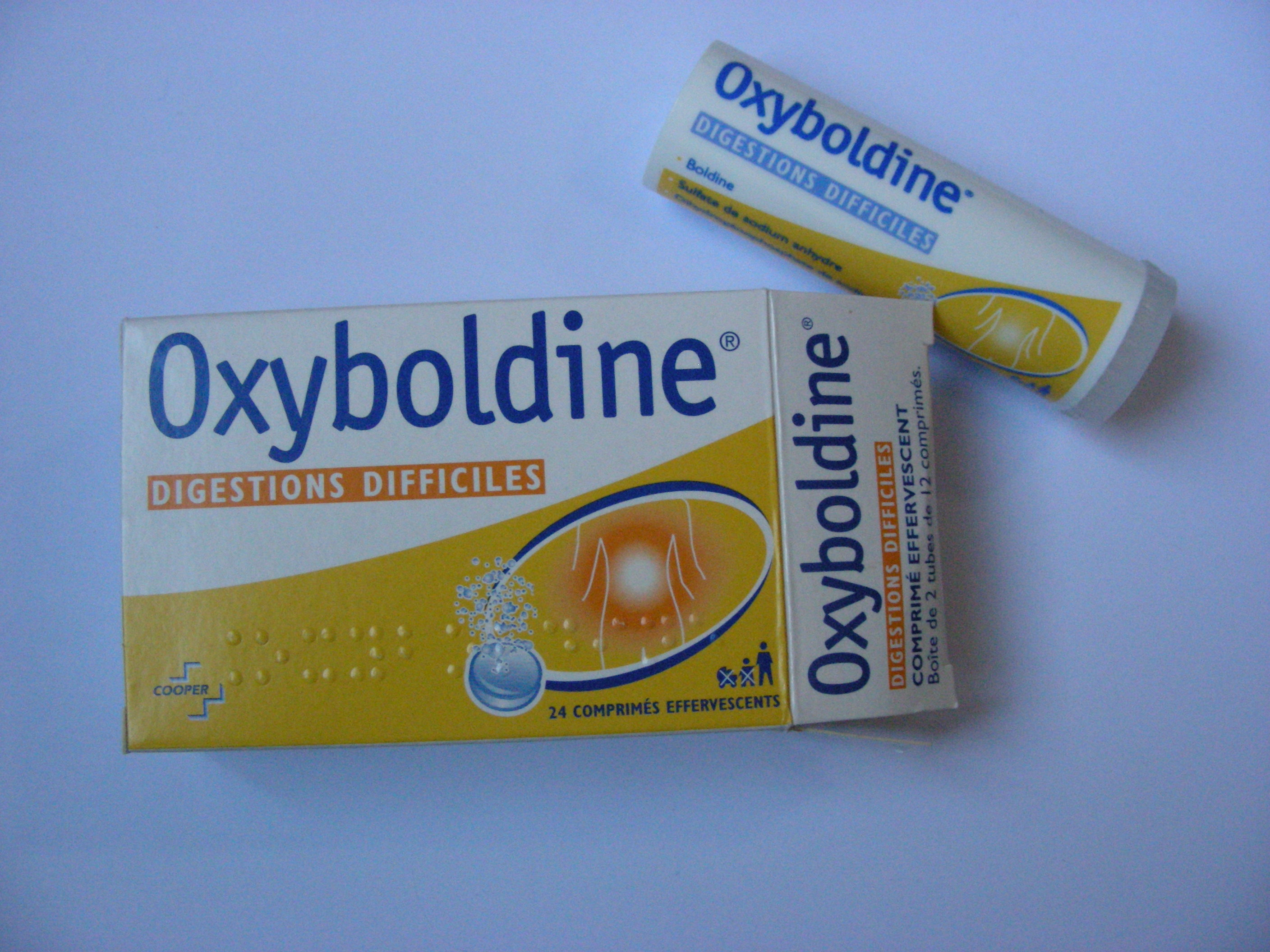
Boite et tube de boldine/sulfate de sodium/dihydrogénophosphate de sodium.

Le boldine/sulfate de sodium/dihydrogénophosphate de sodium est un médicament associant boldine, sulfate de sodium anhydre et dihydrogénophosphate de sodium. Il a une autorisation de mise sur le marché pour les troubles dyspeptiques tels que la lenteur de digestion ou les ballonnements. Il est vendu sous le nom Oxyboldine par le laboratoire Cooper.

## Composition
Pour un comprimé effervescent :
- boldine : 0,5 mg[2] ;
- sulfate de sodium anhydre : 54 mg[2] ;
- dihydrogénophosphate de sodium : 132 mg[2] ;

benzoate de sodium, huile essentielle d'anis, acide tartrique, acide citrique anhydre, bicarbonate de sodium (1 comprimé contient 470 mg de sodium).

## Posologie
- Réservé a l'adulte[2].
- « Dissoudre dans un verre d'eau, avant les trois principaux repas ou au moment des troubles »[2].

## Fréquence d'administration
- 1 à 3 comprimés par jour[2].

## Effet indésirables
- Risque de diarrhée à forte dose[2].
- De rares cas de réaction cutanée ont été rapportés[2].